# Termitomyces sagittiformis
Termitomyces sagittiformis är en svampart som först beskrevs av Kalchbr. & Cooke, och fick sitt nu gällande namn av D.A. Reid 1975. Termitomyces sagittiformis ingår i släktet Termitomyces och familjen Lyophyllaceae.   Inga underarter finns listade i Catalogue of Life.